# Charles de Saint Cricq Cazeaux
Pour les articles homonymes, voir Saint-Cricq.
Charles Gaspard Alexandre de Saint Cricq Cazeaux ou Casaux né le 2 avril 1774 à Orthez, décédé à Paris le 17 avril 1840. Il fut directeur et actionnaire principal de la manufacture de faïence de Creil. Il fut maire de Creil et conseiller général de l'Oise.

## Biographie
Charles de Saint Cricq Cazeaux était marié à Joséphine Aglaée Duport (née en 1776), il fut l'artisan de la fusion entre l'établissement creillois et celui de Montereau. 
Il fut maire de la ville de Creil, et conseiller général de l'Oise. Son nom, selon les recensements, s'écrit aussi Saint Cricq Casaux.
Selon le recensement de 1831, il employait à Creil cinq domestiques : trois valets de chambre, Pascal Goulay, Antoine Barthélemy et Pierre Fournier ; un cuisinier Charles Guillotte et un jardinier, Joseph Herson.
En faisant venir Jacques Bagnall, alors à la manufacture de Chantilly avec ses meilleurs ouvriers, il permet à son établissement creillois de faire un bond en avant dans les techniques de fabrication.